# اسمرش
اسمرش (روسی: СМЕРШ) یک سازمان چتری برای سه سازمان ضداطلاعات مستقل در ارتش سرخ بود که در اواخر ۱۹۴۲ (یا زودتر) تشکیل شده و در ۱۴ آوریل ۱۹۴۳ رسماً معرفی شد. نام اسمرش توسط ژوزف استالین ابداع شده‌است. دلیل اصلی ایجاد این سازمان، خنثی‌سازی تلاش‌های نیروهای آلمانی برای نفوذ به ارتش سرخ در جبههٔ شرقی بود.